# Doctrina Sinatra

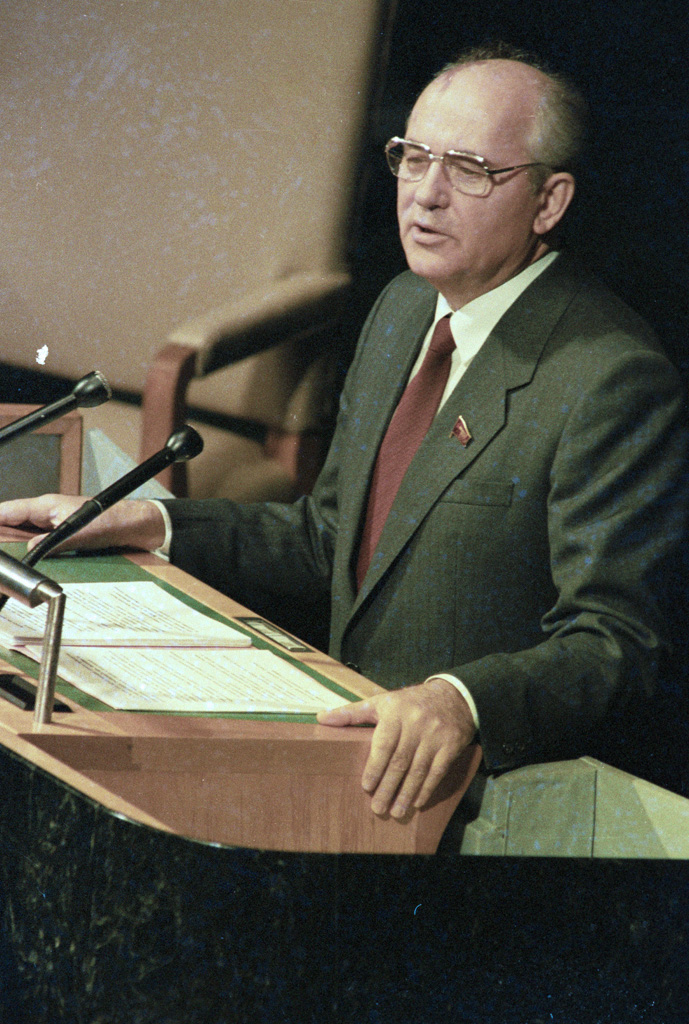
La Doctrina Sinatra fue el nombre que el Gobierno soviético de Mijaíl Gorbachov usaba para describir su política de permitir a los países vecinos del Pacto de Varsovia resolver sus asuntos internos y fijar su evolución política.

La Doctrina Sinatra fue el nombre que el Gobierno soviético de Mijaíl Gorbachov usaba para describir su política de permitir a los países vecinos del Pacto de Varsovia resolver sus asuntos internos y fijar su evolución política. Esta doctrina fue nombrada así en honor de Frank Sinatra por la canción «My Way» («A mi manera») del cantante estadounidense, ya que permitía a estas naciones definir a su propio modo las soluciones a sus problemas internos, en contraste con la anterior Doctrina Brézhnev, la cual había servido para justificar la invasión soviética de Checoslovaquia en 1968.

## Historia
La frase fue acuñada por Gennadi Gerasimov, portavoz oficial del Ministerio de Relaciones Exteriores de la Unión Soviética el 25 de octubre de 1989 durante una entrevista con la televisión estadounidense. Durante la entrevista se preguntó a Guerásimov sobre la reacción soviética cuando algunos países del Pacto de Varsovia, como Polonia y Hungría, empezaban a aplicar políticas copiadas de la perestroika. El ministro soviético Eduard Shevardnadze había dicho dos días antes que la URSS reconocía la libertad de elección de los otros países de Pacto de Varsovia en cuanto a su línea política. Guerásimov respondió:

Nosotros tenemos hoy la doctrina de Frank Sinatra. Él tiene una canción, I Did It My Way (Lo hice a mi manera). Así, cada país decide sobre cuál camino seguir (…) la estructura política debería ser decidida por la gente que vive allí

La frase también implicaba que la URSS no intervendría para detener tales procesos, en contraposición a las críticas del gobierno comunista de la República Democrática Alemana liderada por Erich Honecker, que había lamentado meses antes la ruptura de la unidad socialista tras la masiva fuga de alemanes orientales hacia Austria usando Hungría como país de tránsito, y que había pedido al Kremlin alguna acción para frenar la excesiva liberalización que estaban empezando a aplicar los gobiernos húngaro y polaco. 
Al invocar Shevardnadze la Doctrina Sinatra, los líderes comunistas más conservadores del Pacto de Varsovia comprendieron que no podrían esperar una intervención armada de la URSS para detener en sus países las demandas a favor de imitar el modelo de la perestroika.

### Consecuencias
Como resultado de esta política, diversos Estados aliados de la Unión Soviética, que formaban el llamado Bloque del Este, se vieron en la necesidad de iniciar paulatinas reformas para rebajar la presión de sus sociedades, al no poder contar con respaldo soviético para negar tales demandas a sus habitantes. Días después de esta declaración, en noviembre de 1989, cayó el Muro de Berlín, concluyendo la Guerra Fría.
- Datos: Q917452